# Snake Lake
Snake Lake är en sjö i Antarktis. Den ligger i Östantarktis. Australien gör anspråk på området. Snake Lake ligger 33 meter över havet.
I övrigt finns följande vid Snake Lake:
- Bela Hill (en kulle)